# Theater de Schelleboom
Theater de Schelleboom is een theater gevestigd in een gerestaureerde voormalige pottenbakkerij in Oosterhout, Noord-Brabant. Het bestaat uit een theaterzaal met ca. 100 zitplaatsen, koffiekamers en een tuin met een buitenpodium. Bovendien is De Schelleboom een bezienswaardigheid op zich. Het podium is geheel van glas dat de volledige ovenvloer van de voormalige pottenbakkerij afdekt en zo de opgravingen uit de 16e en 17e eeuw laat zien. De Schelleboom geeft jong talent kansen om zich te presenteren (concerten, cabaret, toverlantaarn, poppenkastvoorstellingen maar ook exposities van diverse kunstenaars).